# 影の戦闘隊
『影の戦闘隊』（かげのせんとうたい、シャドーウィングス）は、武論尊原作、南一平作画による日本の漫画作品。
集英社の月刊少年ジャンプに1978年から1980年に連載された。コミックスはジャンプ・コミックスより全6巻。

## あらすじ
日米安全保障条約をアメリカ合衆国が一方的に破棄したという設定の本作の世界では、日本を領空侵犯する航空機が激増していた。国籍不明の領空侵犯機とは言え、日本の自衛隊機が撃墜した場合は、それを口実に大国の武力介入を招くと手を拱く自衛隊。そしてついには国籍不明の領空侵犯機による自衛隊機の撃墜事件が発生する。そんな国籍不明の領空侵犯機を攻撃したのは、同じく国籍不明の戦闘機。それは極秘に設立された「影の戦闘隊=シャドーウィングス」であった。
やがて、「闇の軍隊」とも呼ばれる派兵組織「スコーピオン」が影の戦闘隊の前に立ち塞がってきて、激しい戦闘を繰り広げる。

## 登場人物
和城達也
主人公。表向きは東亜高校の高校生で欠席がちの気の弱い少年と思われている。あらゆる軍用機を乗りこなすエースパイロット。序盤は主に *F-14 に搭乗していたが、後に *F-15 に乗り換えている。
藤本
東亜高校の番長。父は航空自衛官であり、国籍不明の領空侵犯機に撃墜された。和城の行動を不信に思い、尾行していたところを影の戦闘隊秘密基地近くで隊員に見つかり捕まってしまう。司令官らが記憶を消去する措置を施そうとしたところ、反対する和城の主張から影の戦闘隊隊員となる。
当初は和城機の後席に乗っていたが、やがて単独飛行を果たし任務に就くようになる。主な搭乗機は *三菱F-1 。
立花美樹
影の戦闘隊司令官の孫娘。表向きはルポライターをしている。戦闘機乗りとしての腕も優秀。
司令官
作中では名前は呼ばれない。
今井
影の戦闘隊のベテランパイロット。隻眼。
ホワイトスコーピオン
「スコーピオン」のエースパイロット。影の戦闘隊の戦闘機5機を1機で相手取って全機撃墜する腕を持つ。
戦闘機での戦いは、正々堂々と騎士道精神に則り1対1で行われるべきという信念を持っている。

## 主な登場機体
コミックスに「世界の名戦闘機」として紹介された登場機体を挙げる。
- ミラージュF1
- F-14
- サーブ 37 ビゲン
- B-1
- A-7

- P-3C
- F-15
- F-111
- SEPECAT ジャギュア
- BAC ライトニング
- 三菱F-1

- MiG-25
- A-4
- SR-71
- E-2
- S-3
- Su-15

- Tu-16
- PS-1
- A-10
- ホーカー・シドレー ハリアー
- F-4
- B-52

- F-5E
- アブロ バルカン
- Yak-36
- クフィル
- OV-1
- サーブ 105

- パナヴィア トーネード
- Su-7
- F-16

## 書誌情報
1. 「影狩りの巻」
巻末コメントは武論尊
2. 「ポセイドン出動の巻」
巻末コメントは本宮ひろ志
3. 「宇宙からの恐怖の巻」
巻末コメントは馬場雅夫
4. 「巨大タンカー炎上の巻」
巻末コメントは平松伸二
5. 「きえた核ミサイルの巻」
巻末コメントは鏡丈二
6. 「総決戦の巻」
巻末コメントは南一平
『影の戦闘隊』は3話収録。読切作品「熱球の果てに…」「赤いリンク」「リンクでキッス」を併録。